# Sit de Tristram
El sit de Tristram (Emberiza tristrami) és un ocell de la família dels emberízids (Emberizidae).

## Hàbitat i distribució
Habita el dens sotabosc dels boscos de coníferes del nord-est de la Xina i sud-est de Sibèria. Al hivern arriba fins al sud de la Xina i el nord del Sud-est asiàtic.